# Дэвенпорт, Гарри
Гарри Дэвенпорт (англ. Harold George Bryant Davenport; 19 января 1866 — 9 августа 1949) — американский актёр, наиболее известный по роли доктора Мида в фильме «Унесенные ветром».

## Ранние годы
Гарри Дэвенпорт родился в Кантоне, Пенсильвания, а вырос в Филадельфии. Он происходил из рода театральных актёров: его отец, Эдвард Лумис Дэвенпорт, был знаменитым трагиком, а мать, Фанни Вининг, английской актрисой, потомком знаменитого ирландского театрального актёра XVIII века Джека Джонсона. Его сестра, Фанни Дэвенпорт, также стала актрисой. Он дебютировал на сцене в возрасте пяти лет в пьесе «Деймоном и Пифия».

## Карьера
В 1894 году Дэвенпорт дебютировал на Бродвее, в последующие годы сыграл во множестве спектаклей. Свою карьеру в кино он начал в возрасте 48 лет. Его первой работой стала роль в немом фильме 1914 года «Слишком много мужей». В том же году он снялся в фильме Fogg’s Millions с Роуз Тепли в главной роли.
Гарри Дэвенпорт снялся в трех фильмах, удостоенных премии Оскар за лучший фильм: «Жизнь Эмиля Золя» (1937), «С собой не унесёшь» (1938), «Унесенные ветром» (1939). В 1939 году он сыграл роль Людовика XI в «Горбун из Нотр-Дама». Он также сыграл второстепенные роли в триллере Альфреда Хичкока «Иностранный корреспондент» (1940) и вестерне Уильяма Уэллмана «Случай в Окс-Боу» (1942), а также снимался в фильме «Кингс Роу» (1942) с участием Рональда Рейгана. Дэвенпорт также сыграл деда персонажа Джуди Гарленд в классическом мюзикле Винсента Миннелли «Встретимся в Сент-Луисе» (1944) и дядю персонажей Мирны Лой и Ширли Темпл в фильме «Холостяк и девчонка» (1947). Его последний фильм «Стремясь высоко» вышел на экраны уже после смерти актёра в 1950 году.

## Личная жизнь
В 1893 году Дэвенпорт женился на Элис Дэвенпорт. У пары была одна дочь, Дороти Дэвенпорт, которая также стала актрисой. После развода с Элис, он в 1896 году женился на актрисе Филлис Рэнкин. У них родилось трое детей, которые стали актёрами: Нед Дэвенпорт, Энн Дэвенпорт и Кейт Дэвенпорт. Гарри также усыновил сына Филлис Рэнкин Артура (отца Артура Ранкина-младшего).
После смерти Филлис Дэвенпорт переехал в Лос-Анджелес и жил со своими взрослыми детьми. Он умер 9 августа 1949 года от внезапного сердечного приступа в возрасте 83 лет, через час после того, как провёл переговоры со своим агентом Уолтером Герсбруном о съемках нового фильма. В некрологе отмечалось, что «седовласый актёр имел одну из самых продолжительных карьер в истории американского кино». Бетт Дейвис назвала Давенпорта «без сомнения, величайшим характерным актером всех времён.»

## Избранная фильмография
| Год  |   | Русское название             | Оригинальное название       | Роль                             |
| ---- | - | ---------------------------- | --------------------------- | -------------------------------- |
| 1935 | ф | Подлец                       | The Scoundrel               | Слезак                           |
| 1937 | ф | Они не забудут               | They Won’t Forget           | конфедерат-ветеран               |
| 1937 | ф | Жизнь Эмиля Золя             | The Life of Emile Zola      | начальник штаба                  |
| 1938 | ф | Мария-Антуанетта             | Marie Antoinette            | монсеньор де Косса               |
| 1938 | ф | С собой не унесёшь           | You Can’t Take It With You  | судья                            |
| 1939 | ф | Хуарес                       | Juarez                      | доктор Сэмюел Баш                |
| 1939 | ф | Экспресс изгнания            | Exile Express               | доктор Хайт                      |
| 1939 | ф | Горбун из Нотр-Дама          | The Hunchback of Notre Dame | Людовик XI                       |
| 1939 | ф | Унесенные ветром             | Gone with the Wind          | доктор Мид                       |
| 1940 | ф | Слишком много мужей          | Too Many Husbands           | Джордж                           |
| 1940 | ф | Иностранный корреспондент    | Foreign Correspondent       | мистер Пауэрс                    |
| 1940 | ф | Всё это и небо в придачу     | All This, and Heaven Too    | Пьер                             |
| 1941 | ф | Это неопределённое чувство   | That Uncertain Feeling      | Джонс                            |
| 1943 | ф | Случай в Окс-Боу             | The Ox-Bow Incident         | Артур Дейвис                     |
| 1943 | ф | Удивительная миссис Холлидэй | The Amazing Mrs. Holliday   | коммандор Томас Спенсер Холлидэй |
| 1944 | ф | Кисмет                       | Kismet                      | Ага                              |
| 1944 | ф | Встретимся в Сент-Луисе      | Meet Me in St. Louis        | дедушка                          |
| 1946 | ф | Храбрость Лесси              | Courage of Lassie           | судья Пейсон                     |
| 1948 | ф | Эта дама в горностае         | That Lady in Ermine         | Луиджи                           |
| 1949 | ф | Маленькие женщины            | Little Women                | доктор Барнс                     |